# Їжак Володимир Іванович
Володи́мир Іва́нович Ї́жак (псевдонім — Роберт; 1857, Бережани, нині Тернопільської області — 1920) — український оперний і камерний співак (баритон).

## Життєпис
Навчався у Бережанській гімназії (тут почав концертну діяльність), Львівському університеті. У 1881—1883 роках навчався у Міланській консерваторії.
Соліст оперних театрів Мілана (1883, дебют), Львова (1883—1885, 1887—1888, 1891—1892), Варшави (1885), Італії (1885—1888). У складі італійської оперної групи гастролював у Бухаресті, Афінах, Белграді, Софії, Константинополі, Одесі. У цих містах на концертах співав українські, польські та італійські пісні.
Від 1892 року виступав як камерний співак.
У 1889—1891 роках співав на українських концертах у Львові, Бережанах, Станіславові (нині Івано-Франківськ), Чернівцях. Виконував арії з опер, а також українські, німецькі, французькі та італійські народні пісні, твори Антона Рубінштейна, Тості, а також Миколи Лисенка «Була колись гетьманщина», «Ой чого ти почорніло», «Гетьмани, гетьмани», «Мені однаково», Сидора Воробкевича «Огні горять», Остапа Нижанківського «Минули літа молодії».
Про концерт Володимира Їжака в Чернівцях газета «Буковина» писала :
| «Концерт вийшов артистично вдало, світло; об'ємистий і сильний голос при відмінній вимові у відтворенні усіх відтінків просто чарував публіку. Співав по-українськи, по-польськи, по-німецьки, по-французьки — і кожна пісня викликала бурю оплесків». |
Співав у оперних театрах Королівства Італія (Мілан, 1883), Царства Польського, Румунського королівства, Грецького королівства, Османської імперії. 1883—1885, 1887—1888, 1891—1892 — у Львові. 1888—1891 з італійською оперною трупою гастролював у Бухаресті, Афінах, Белграді, Софії, Константинополі, Одесі.

## Партії
- Граф ді Люна («Трубадур» Джузеппе Верді).
- Жермон («Травіата» Джузеппе Верді).
- Ренато («Бал-маскарад» Джузеппе Верді).
- Астон («Лючія ді Ламермур» Доніцетті).
- Валентин («Фауст» Гуно).
- Дон Жуан («Дон Жуан» Моцарта).
- Альмавіва («Весілля Фігаро» Моцарта).
- Ескаміліо («Кармен» Бізе).